# Camouflage
Camouflage este o formație synthpop germană, înființată în 1984 de către vocalistul Marcus Meyn și de interpreții la clape Heiko Maile și Oliver Kreyssig.

## Istoric
Lansându-și primul lor single, „The Great Commandment”, stilul trupei a fost inspirat de cel al trupei Depeche Mode și, aparent, a atins o coardă sensibilă a publicului german. 
Cu acest single urcând în top, a urmat apoi versiunea completă „Voices and Images”. În anii 90, trupa s-a lansat cu American college radio market, lansând ceva mai complexul LP „Meanwhile”. Compilația „We Stroke the Flames” a fost lansată în 1997.
Grupul Camouflage a concertat și în România pe data de 19 ianuarie 2008, în cadrul unui show susținut la Casa de Cultură a Studenților „Grigore Preoteasa”.

## Discografie

### Albume de studio
- Voices & Images (1988)
- Methods of Silence (1989)
- Meanwhile (1991)
- Bodega Bohemia (1993)
- Spice Crackers (1995)
- Sensor (2003)
- Relocated (2006)
- Greyscale (2014)

### Compilații
- Best of Camouflage: We Stroke the Flames (1997)
- Rewind – Best of 85–97 (2001)

### Albume live
- Live in Dresden (2009) (Live Album/DVD)

### Boxsets
- The Box 1983-2013 (2014)

### Single-uri
- "The Great Commandment" (1987)
- "Strangers' Thoughts" (1988)
- "Neighbours" (1988)
- "That Smiling Face" (1989)
- "Love Is a Shield" (1989)
- "One Fine Day" (1989)
- "Heaven (I Want You)" (1991)
- "This Day" / "Handsome" (double A side) (1992)
- "Suspicious Love" (1993)
- "Close (We Stroke the Flames)" (1993)
- "Jealousy" (1993)
- "Bad News" (1995)
- "X-Ray" (1996)
- "Love Is A Shield" (12") (1997)
- "Thief" (1999)
- "The Great Commandment 2.0" (2001)
- "Me and You" (2003)
- "I Can't Feel You" (2003)
- "Motif Sky" (2006)
- "Something Wrong" (2006)
- "The Pleasure Remains" (2007)

### Alte albume
- "Demo" (1985)